# Bataille de Manille (1762)
Pour l’article homonyme, voir Bataille de Manille.
Guerre de Sept Ans
Batailles
- Minorque (navale) (1756)
- Pirna (1756)
- Lobositz (1756)
- Reichenberg (1757)
- Prague (1757)
- Kolin (1757)
- Hastenbeck (1757)
- Gross-Jägersdorf (1757)
- Moys (1757)
- Rochefort (1757)
- Rossbach (1757)
- Breslau (1757)
- Leuthen (1757)
- Carthagène (navale) (1758)
- Olomouc (1758)
- Saint-Malo (1758)
- Rheinberg (1758)
- Krefeld (1758)
- Domstadl (1758)
- Cherbourg (1758)
- Zorndorf (1758)
- Saint-Cast (1758)
- Tornow (1758)
- Lutzelberg (1758)
- Hochkirch (1758)
- Bergen (1759)
- Kay (1759)
- Minden (1759)
- Kunersdorf (1759)
- Neuwarp (navale) (1759)
- Hoyerswerda (1759)
- Baie de Quiberon (navale) (1759)
- Maxen (1759)
- Meissen (1759)
- Glatz (1760)
- Landshut (1760)
- Corbach (1760)
- Emsdorf (1760)
- Dresde (1760)
- Warburg (1760)
- Liegnitz (1760)
- Rhadern (1760)
- Berlin (1760)
- Kloster Kampen (1760)
- Torgau (1760)
- Belle-Île (1761)
- Langensalza (1761)
- Cassel (1761)
- Grünberg (1761)
- Villinghausen (1761)
- Ölper (1761)
- Kolberg (1761)
- Wilhelmsthal (1762)
- Burkersdorf (1762)
- Lutterberg (1762)
- Reichenbach (1762)
- Almeida (1762)
- Valencia de Alcántara (1762)
- Nauheim (1762)
- Vila Velha de Ródão (1762)
- Cassel (1762)
- Freiberg (1762)

- Jumonville Glen (1754)
- Fort Necessity (1754)
- Fort Beauséjour (1755)
- 8 juin 1755
- Monongahela (1755)
- Petitcoudiac (1755)
- Lac George (1755)
- Fort Bull (1756)
- Fort Oswego (1756)
- Kittanning (1756)
- En raquettes (1757)
- Pointe du Jour du Sabbat (1757)
- Fort William Henry (1757)
- German Flatts (1757)
- Lac Saint-Sacrement (1758)
- Louisbourg (1758)
- Le Cran (1758)
- Fort Carillon (1758)
- Fort Frontenac (1758)
- Fort Duquesne (1758)
- Fort Ligonier (1758)
- Québec (1759)
- Fort Niagara (1759)
- Beauport (1759)
- Plaines d'Abraham (1759)
- Sainte-Foy (1760)
- Neuville (1760)
- Ristigouche (navale) (1760)
- Mille-Îles (1760)
- Signal Hill (1762)

- Cap-Français (1757)
- Martinique (1759)
- Guadeloupe (1759)
- Dominique (1761)
- Martinique (1762)
- Cuba (1762)

- Chandernagor (1757)
- Plassey (1757)
- Gondelour (1758)
- Négapatam (navale) (1758)
- Condore (1758)
- Madras (1758)
- Pondichéry (navale) (1759)
- Masulipatam (1759)
- Chinsurah (1758)
- Wandiwash (1760)
- Pondichéry (1760-1761)
- Manille (1762)

- Saint-Louis (1758)
- Gorée (1758)
- Gambie

La bataille de Manille eut lieu du 24 septembre au 6 octobre 1762 pendant la guerre de Sept Ans. Elle opposa l'armée britannique sous les ordres de William Draper (en) aux Espagnols de l'archevêque Manuel Rojo del Río y Vieyra. Elle se termina par une victoire britannique.

## Contexte

Carte des Indes orientales espagnoles.

La guerre de Sept Ans fut un conflit majeur entre puissances européennes et leurs colonies qui éclata en 1756. Elle opposa l’Empire britannique, la Prusse et leurs alliés d’un côté, le Royaume de France, l’Autriche, l’Empire russe et leurs alliés de l’autre. Dans ce contexte, l’Espagne entra dans le conflit en janvier 1762 aux côtés de la France à laquelle elle était liée par un pacte de famille négocié en 1761,. 
Le 6 janvier 1762, le cabinet du Premier ministre John Stuart décida d’attaquer La Havane dans les Indes occidentales espagnoles, et approuva le plan du colonel William Draper qui souhaitait prendre Manille dans les Indes orientales espagnoles. Draper était à la tête du 79th Regiment of Foot (en) qui était stationné à Madras dans les Indes britanniques. Quelques semaines plus tard, le roi George III approuva formellement le plan de Draper, soulignant que tout avantage militaire pris sur l’Espagne pourrait contribuer à l’expansion du commerce britannique après la guerre. À cette époque, Manille était une ville majeure du commerce en Asie de l’Est, et la Compagnie britannique des Indes orientales désirait étendre son influence dans la région et dynamiser le commerce avec la Chine en établissant un port commercial dans la ville,,. Les Britanniques escomptaient de plus paralyser le commerce espagnol en prenant Manille.
Dès son arrivée aux Indes, Draper obtint un brevet de général de brigade. La Compagnie britannique des Indes, réunie en comité secret, anticipa l’administration des îles conquises et nomma un gouverneur civil en juillet 1762 en la personne de Dawsonne Drake (en).

## Forces en présence
Le corps expéditionnaire britannique était composé de huit vaisseaux de ligne, trois frégates et quatre navires de soutien. Selon l'historien Nicholas Tracy, le contingent d'infanterie (sans les marins donc) se composait de 567 hommes du 79th Regiment of Foot, une compagnie de la Royal Artillery, 29 artilleurs et 610 cipayes de la compagnie des Indes, 51 nawabs, 314 déserteurs étrangers (Français, Portugais...), une centaine d'Indiens conscrits et un groupe de pionniers armés, pour un total d'environ 1 750 hommes. D'autres sources font état de 1 500 soldats européens, 130 artilleurs, 800 cipayes, trois mille marins et 1400 pionniers indiens, pour un total de 6 839 hommes. Ils étaient sous le commandement de William Draper, alors général de brigade, et du contre-amiral Samuel Cornish. 
Les défenseurs comptaient 556 soldats espagnols, 240 miliciens et plusieurs milliers de Philippins (environ 9000).

## Bataille

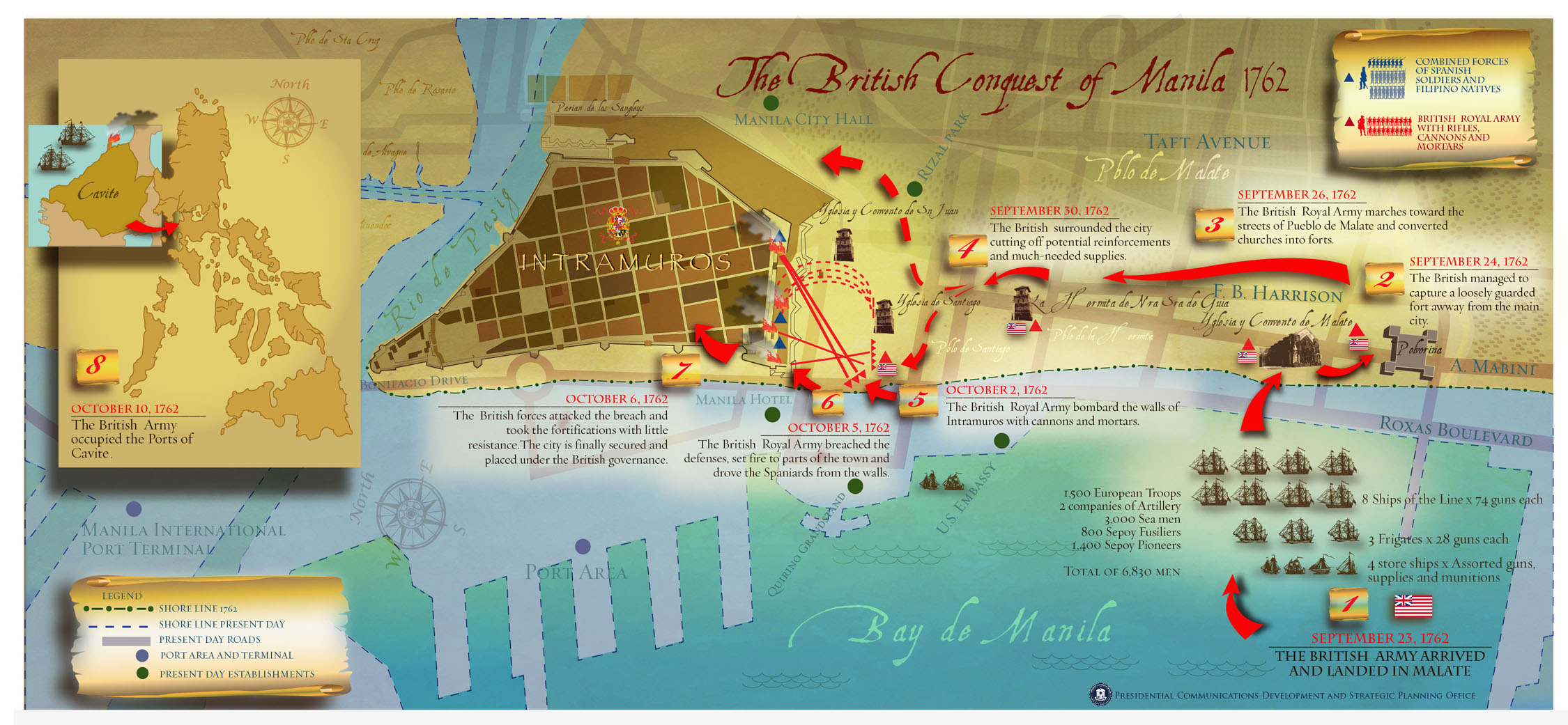
Carte de la bataille de Manille (en anglais).

Le 24 septembre 1762, l’expédition britannique arriva en baie de Manille. Le contingent anglais débarqua sans difficulté à proximité de la ville après un bombardement préparatif. Le 26 septembre, une troupe espagnole d'environ 400 hommes vint à la rencontre des assaillants mais fut repoussée. Les Anglais prirent position à portée de canon des remparts de Manille et fortifièrent leurs positions pour y installer leur artillerie, sous couvert de la flotte. Ce travail fut achevé le 2 octobre et les canons et mortiers furent débarqués. Le 4 octobre, un intense bombardement, tant des batteries terrestres que de la flotte, perça une brèche au niveau du bastion San Diego. Le 5 octobre, environ 1000 Philippins faiblement armés de la province de Pampagna tentèrent une attaque de revers sur les positions britanniques, suivie par une sortie espagnole. Les Anglais parvinrent à tenir le choc et repoussèrent les deux assauts. Après cela une grande partie des guerriers philippins s’enfuirent. Le 6 octobre, les Anglais lancent un assaut pour exploiter la brèche du bastion San Diego, après une canonnade qui força les défenseurs au repli. Sans réelle défense, la ville fut envahie et l'archevêque Rojo qui gouvernait la colonie se rendit,.

## Après la bataille
Prise, Manille fut pillée par les soldats britanniques, mais aussi par des locaux chinois et philippins selon Rojo. Ce dernier décrivit ainsi les événements dans son journal : « La cité fut livrée au pillage, qui fut cruel et dura quarante heures, et n’épargna pas les églises, l’archevêché et une partie du palais. Bien que le capitaine général Simón de Anda y Salazar s’insurgeât au terme de vingt-quatre heures, le pillage continua malgré les ordres du général anglais Draper pour y mettre fin. Il tua lui-même un soldat qui enfreignit ses ordres, et en fit pendre trois autres. » Les Britanniques demandèrent aux Espagnols une rançon de quatre millions de dollars que Rojo accepta de payer pour mettre fin aux destructions (même si la rançon ne fut en réalité pas payée).
Le port de Cavite, tout proche, fut pris le 11 octobre.
Le 30 octobre, les Britanniques s’emparèrent également d’un galion espagnol (le Santisima Trinidad) après une modeste bataille navale à Cavite. La valeur du galion était estimée à trois millions de dollars et sa cargaison à 1,5 million. Il faut encore ajouter à ces prises de guerre la capture du Filipina, un navire qui transportait de l’argent américain depuis Acapulco.

## Pertes humaines
Durant la bataille, trois officiers espagnols perdirent la vie, ainsi que deux sergents, cinquante soldats et trente miliciens civils (sans compter les blessés). Trois cents Philippins furent tués et quatre cents blessés. Quant aux assaillants, cent quarante-sept soldats furent blessés ou tués, dont seize officiers,. Cinq mille bombes et vingt mille boulets furent tirés sur la ville.

## Raisons de la défaite espagnole
L’attaque survint alors que le gouverneur général des Philippines, Francisco de la Torre, qui devait remplacer Pedro Manuel de Arandia mort en 1759, était retenu par l’attaque britannique à La Havane. C’était donc l’archevêque de Manille, Manuel Rojo del Río y Vieyra, qui dirigeait temporairement la colonie en tant que lieutenant gouverneur. Le fait que la garnison sur place était dirigée par un homme d’Église plutôt qu’un gradé militaire explique en partie les erreurs commises par les Espagnols. De plus, les Espagnols manquaient de façon chronique de moyens militaires, notamment en matière d'artillerie et de vaisseaux. Les Philippins qui faisaient partie du contingent espagnol n'étaient armés que d'arcs et d'armes blanches, sans fusil ni arme moderne, et ne purent donc prendre l'avantage dans l'assaut du 5 octobre.

## Conséquences historiques
Les Anglais occupèrent Manille et Cavite pendant deux ans, jusqu'en avril 1764. Ils échouèrent cependant à contrôler plus de territoires, les Espagnols organisant la résistance dans le reste de l'archipel et y maintenant leur souveraineté. Avec la fin de la guerre de Sept Ans, les Anglais évacuèrent les Philippines, n'y réalisant donc pas de gains territoriaux, mais récoltant un joli trésor de guerre avec la prise de deux navires et de leur cargaison (le Santisima Trinidad et le Filipina). Draper et Cornish furent dûment récompensés pour le succès de la prise de Manille, le premier étant recommandé pour l’accès à l’Ordre du Bain et le second devenant baronnet.
Pour les Espagnols, la défaite de Manille n'en resta pas moins humiliante, et exposa la vulnérabilité de leurs colonies. Après la guerre, la crainte d’une nouvelle invasion anglaise demeura et força l’Espagne à une réorganisation économique et militaire de l’archipel. 